# Barfuß über Glas
Barfuß über Glas (Originaltitel Walking on Glass) ist der zweite veröffentlichte Roman des schottischen Schriftstellers Iain Banks. Das englische Original erschien erstmals 1985, die deutsche Übersetzung 1991.

## Handlung
Der Roman besteht aus drei Storylines, die anfänglich keinen Zusammenhang zu haben scheinen, aber am Ende zusammengeführt werden, wobei dies auch von der Interpretation durch den Leser abhängt:
- Graham Park ist ein junger Mann, der sich auf einer Party in das Mädchen Sara ffitch verliebt hat, die seinen Avancen nicht ganz abgeneigt scheint. Grahams Kumpel Slater, der seine Homosexualität sehr auffällig zur Schau trägt, ermuntert ihn. Einzig der mysteriöse, machohafte Bob Stock scheint Grahams Glück im Wege zu stehen.
- Steven Grout ist ein paranoider Straßenarbeiter, der sich für einen Admiral aus einem galaktischen Krieg hält, der im Körper eines Erdlings gefangen ist. Er glaubt, in ständiger Bedrohung durch eine „Mikrowellenkanone“ zu leben und liest viel Science-Fiction.
- Quiss und Ajayi sind Kriegsverbrecher, die in einem galaktischen Krieg auf verfeindeten Seiten kämpften.  Sie sind in einer Burg gefangen, worin sie seltsame Spiele wie „eindimensionales Schach“ und „Domino ohne Punkte“ spielen müssen. Sie sollen erst freikommen, wenn sie das Rätsel „Was geschieht, wenn eine unaufhaltsame Kraft auf ein unbewegliches Objekt trifft?“ lösen können, was ihnen schwerfällt.

Die gotische Burg erinnert an Franz Kafka und Mervyn Peake und scheint in einem Zusammenhang mit dem Planeten Erde zu stehen, der Ajayi und Quiss anfänglich fremd ist. Mit der Zeit erlernen sie anhand der Bücher in der Burg irdische Sprachen, die sie unter anderem für „chinesisches Scrabble“ benötigen. Am Ende des Romans eröffnet Sara Graham, dass sie ihn nur benutzt habe, um ihre Beziehung zu Bob Stock gegenüber ihrem Ex-Ehemann zu verschleiern, mit dem sie sich in einem Scheidungsprozess befindet. Tatsächlich existiert jedoch gar kein Bob Stock, sondern Sara steht in einer inzestuösen Beziehung zu Slater, der ihr Bruder ist. Als Graham sich wütend über Sara auf dem Heimweg befindet, geschieht in seiner Nähe ein Unfall mit einem Bierlaster. Ein Bierfass trifft Steven, der in eine Klinik eingeliefert wird. Dieser kann sich dort nicht an viel erinnern und beschäftigt sich unter anderem damit, einem älteren Ehepaar, das in der Bibliothek der Klinik Gesellschaftsspiele spielt, Spielsteine zu entwenden. - Das letzte Kapitel wendet sich wieder Ajayi und Quiss zu. Nachdem Ajayi Quiss vor dem Selbstmord bewahrt hat, liest sie die Titel der Bücher an der Wand: Titus Groan, Das Schloss, Labyrinthe, Der Prozess. Bei einem Buch ist kein Titel zu sehen. Sie entschließt sich, dieses Buch zu lesen. Sie schlägt es auf und liest den ersten Satz: He walked through the white corridors ... - der Anfang von Barfuß über Glas.

## Rezeption
Samuel R. Delany besprach den Roman in der New York Times weitgehend negativ. Delany kritisiert unter anderem, dass „diese ganze formale Spielerei“ besondere Einsichten in die „Phantastereien“ der drei Geschichten vermissen lasse und führt als Beispiel an, dass man nicht erfährt, wo und wovon Graham lebt. Der Fantasy- oder Science-Fiction-Strang der Geschichte sei unbeholfen und schrullig. Auch wenn eine Handvoll Seiten unterhaltsam sei, so sei Walking on Glass zwar ambitioniert aufgebaut, die Ausführung jedoch Szene für Szene „amateurhaft und dünn“.
Karsten Kruschel schrieb: „Bei aller Seltsamkeit dieses Buches, das Herkömmliches und Konventionen erfrischend souverän beiseiteläßt: Alle drei Handlungsstränge schildern nur und ausschließlich vertraute Dinge. Intrigen, Niedertracht, Zurückweisung, Unverständnis und Ablehnung erlebt jeder in der einen oder anderen Form. Banks liefert hochkonzentrierte, eindringliche Bilder davon ... Zwar erschien dieser Roman unter dem Etikett ‚Science Fiction‘, doch hat er mit dem, was man sich landläufig darunter vorstellt, herzlich wenig zu tun. Er hätte auch bei Luchterhand, Hanser oder einem anderen Haus ‚edler‘ Literatur erscheinen können, dreißig Mark teurer und in allen Feuilletons besprochen.“
Iain Banks selbst äußerte, dass das Buch „nicht genau das erreichte, was ich wollte, und ich denke, dass man teilweise gescheitert ist, wenn die Leser nicht verstehen, was man sagen möchte. Ich mache mir manchmal Sorgen, dass Leute Walking on Glass lesen und denken, dass ich sie irgendwie zum Narren halten wollte, was nicht meine Absicht war.“

## Ausgaben
- Walking on Glass. Macmillan, London 1985. ISBN 0-333-37986-1 (Erstausgabe)
- Barfuß über Glas. Heyne, München 1991. ISBN 3-453-05373-7 (deutsche Erstausgabe)